# Филатов, Николай Григорьевич
Николай Григорьевич Филатов — советский военный деятель, генерал-лейтенант.

## Биография
Родился в 1913 году в селе Китай. Член КПСС.
С 1931 года — на военной службе, общественной и политической работе.
Участник Великой Отечественной войны: заместитель командира по строевой части 192-го оадн ПВО, 3-го зсп ПВО, 60-й зенитной артиллерийской дивизии
После войны — на командных должностях в Советской Армии.
В 1949—1951 гг. — начальник объединённых курсов усовершенствования офицерского состава ПВО.
В 1951—1957 гг. — начальник Сумского военно-технического училища Войск ПВО.
В 1958 г. — командир 1-го корпуса ПВО особого назначения.
В 1958—1973 гг. — начальник Минского высшего инженерного зенитно-ракетного училища ПВО.
Делегат XXII и XXIV съездов КПСС.
В отставке с 1973 года.